# Erik Ståhlberg
Sven Erik Ståhlberg, född 23 januari 1962 i Göteborg, är en svensk skådespelare och regissör.

## Biografi
Ståhlberg är uppväxt söder om Trollhättan, där han gick på Nils Ericsonsgymnasiet 1979 till 1981. Han hade planer på att bli läkare innan teaterintresset tog över. Han studerade vid Skara Skolscen 1983–1984 och fortsatte på scenskolan i Göteborg 1986–1989. Efter utbildningen har han varit verksam på de flesta teaterscener i Göteborg, bland andra Angereds Teater, Göteborgs Stadsteater, i Kent Anderssons revyer på Teater Aftonstjärnan och hos Hagge Geigert på Lisebergsteatern. Sedan 2002 är han anställd vid Folkteatern i Göteborg där han bland annat spelat i pjäser som Getingsommar, Festen och Vinst varje gång. Han är också verksam som regissör och har bland annat satt upp Fordringsägare och Demokrat på Folkteatern, komediklassikerna Tartuffe och Den girige på Gunnebo slott. Vid sidan av sitt arbete som skådespelare och regissör undervisar han som gästlärare på Teaterhögskolan i Göteborg.
Han har medverkat i ett flertal TV-produktioner, ofta har han fått gestalta tvivelaktiga karaktärer med högst osympatiska drag. Till en början gjorde han mindre roller som till exempel ligist i Alfhild och Ortrud, narkoman i Hem till byn eller som obehaglig chef i Svenska hjärtan. För den breda publiken är han mest känd som den psykopatiske psykiatern Peter Lundholm i Vita lögner 1999–2003 och som baddräktsdesignern Philip i Saltön 2005 och 2007.

## Filmografi (urval)
- 1995 - En på miljonen
- 1998 - Stormen
- 1998 - Svenska hjärtan
- 1999 - En dag i taget - Ätstörningar
- 1999 - Duktigt lik
- 1999 - Noll tolerans
- 1999 - Vita lögner
- 2005–2017 – Saltön (TV-serie)
- 2015 – En man som heter Ove
- 2018 – Krocken
- 2020 - Åreakuten
- 2022 Sagan om Karl Bertil.
- 2023 Efter vi faller.

## Teater

### Roller
| År   | Roll        | Produktion                                                             | Regi            | Teater                   |
| ---- | ----------- | ---------------------------------------------------------------------- | --------------- | ------------------------ |
| 1991 |             | Den perfekta kyssen Staffan Göthe                                      | Åsa Melldahl    | Angereds teater          |
| 1997 | Romeo       | Romeo och Julia (The Tragedy of Romeo and Juliet) William Shakespeare  | Thomas Müller   | Helsingborgs stadsteater |
| 2002 | Förvaltaren | Jeppe på berget (Jeppe paa Bierget) Ludvig Holberg                     | Ivo Cramér      | Gunnebo slottsteater     |
| 2007 |             | På stranden av världen (On the Shore of the Wide World) Simon Stephens | Ronnie Hallgren | Göteborgs stadsteater    |

### Regi (ej komplett)
| År   | Produktion                        | Upphovsmän                            | Teater               |
| ---- | --------------------------------- | ------------------------------------- | -------------------- |
| 2004 | Tartuffe Tartuffe, ou l'Imposteur | Molière                               | Gunnebo slottsteater |
| 2005 | Björnen Медведь                   | Anton Tjechov                         | Gunnebo slottsteater |
| 2005 | Frieriet Predloženie              | Anton Tjechov                         | Gunnebo slottsteater |
| 2006 | Den girige L'Avare                | Molière Översättning Christer Kihlman | Gunnebo slottsteater |